# Dibunostoma verrilli
Dibunostoma verrilli is een mosdiertjessoort uit de familie van de Thalamoporellidae. De wetenschappelijke naam van de soort is, als Thalamoporella verrilli, voor het eerst geldig gepubliceerd in 1970 door Soule & Soule.